# Чемпіонат світу з боротьби 2008
Чемпіонат світу з боротьби 2008 пройшов з 11 по 13 жовтня 2008 року в Токіо в Національному спортивному комплексі «Йойогі».
На чемпіонаті проводилися лише змагання з вільної боротьби серед жінок у 7 вагових категоріях.
Зазвичай чемпіонати світу з боротьби не проводяться в олімпійські роки. Але на літніх Олімпійських іграх 2008 в Пекіні не розігрувалися нагороди у жінок у вагових категоріях до 51, 59 і 67 кг.

## Загальний медальний залік
| Місце  | Країна      | Золото | Срібло | Бронза | Загалом |
| ------ | ----------- | ------ | ------ | ------ | ------- |
| 1      | Японія      | 4      | 1      | 2      | 7       |
| 2      | Канада      | 1      | 0      | 2      | 3       |
| 3      | США         | 1      | 0      | 1      | 2       |
| 4      | Болгарія    | 1      | 0      | 0      | 1       |
| 5      | Росія       | 0      | 2      | 0      | 2       |
| 6      | КНР         | 0      | 1      | 2      | 3       |
| 6      | Україна     | 0      | 1      | 2      | 3       |
| 8      | Білорусь    | 0      | 1      | 0      | 1       |
| 8      | Казахстан   | 0      | 1      | 0      | 1       |
| 10     | Франція     | 0      | 0      | 2      | 2       |
| 11     | Азербайджан | 0      | 0      | 1      | 1       |
| 11     | Монголія    | 0      | 0      | 1      | 1       |
| 11     | Польща      | 0      | 0      | 1      | 1       |
| Усього | Усього      | 7      | 7      | 14     | 28      |

## Командний залік
| Місце | Жіноча боротьба | Жіноча боротьба |
| Місце | Країна          | Очки            |
| ----- | --------------- | --------------- |
| 1     | Японія          | 65              |
| 2     | Канада          | 42              |
| 3     | Росія           | 40              |
| 4     | США             | 31              |
| 5     | Україна         | 31              |
| 6     | КНР             | 29              |
| 7     | Монголія        | 23              |
| 8     | Білорусь        | 18              |
| 9     | Франція         | 17              |
| 10    | Азербайджан     | 14              |

## Медалісти

### Жінки. Вільна боротьба
| Дисципліна | Золото                  | Срібло                   | Бронза                         |
| ---------- | ----------------------- | ------------------------ | ------------------------------ |
| 48 кг      | Кларисса Чун США        | Жулдиз Ешимова Казахстан | Макіко Сакамото Японія         |
| 48 кг      | Кларисса Чун США        | Жулдиз Ешимова Казахстан | Су Гуйбей Китай                |
| 51 кг      | Обара Хітомі Японія     | Марина Маркевич Білорусь | Ванесса Бубріемм Франція       |
| 51 кг      | Обара Хітомі Японія     | Марина Маркевич Білорусь | Юлія Благиня Україна           |
| 55 кг      | Йосіда Саорі Японія     | Тетяна Лазарєва Україна  | Тетяна Паділла США             |
| 55 кг      | Йосіда Саорі Японія     | Тетяна Лазарєва Україна  | Бріттані Лавердюр Канада       |
| 59 кг      | Сода Аяко Японія        | Наталія Гольц Росія      | Ельвіра Мурсалова Азербайджан  |
| 59 кг      | Сода Аяко Японія        | Наталія Гольц Росія      | Агата Пєтржик Польща           |
| 63 кг      | Міо Нішимакі Японія     | Любов Волосова Росія     | Мен Лілі Китай                 |
| 63 кг      | Міо Нішимакі Японія     | Любов Волосова Росія     | Одрі Прієто Франція            |
| 67 кг      | Мартіна Дюгреньє Канада | Мамі Шинкай Японія       | Катерина Бурмістрова Україна   |
| 67 кг      | Мартіна Дюгреньє Канада | Мамі Шинкай Японія       | Очирбатин Насанбурмаа Монголія |
| 72 кг      | Станка Златева Болгарія | Хун Янь Китай            | Хамаґуті Кьоко Японія          |
| 72 кг      | Станка Златева Болгарія | Хун Янь Китай            | Охенева Акуффо Канада          |

## Країни-учасники
В чемпіонаті взяли участь 139 спортсменок з 41 країни.
| - Австралія (1) - Австрія (4) - Азербайджан (3) - Білорусь (7) - Бразилія (1) - Болгарія (2) - Камерун (1) - Канада (7) - КНР (6) - Китайський Тайбей (5) - ДР Конго (1) - Чехія (1) - Франція (3) - Велика Британія (1) | - Греція (4) - Гвінея-Бісау (1) - Угорщина (1) - Індія (7) - Італія (4) - Японія (7) - Казахстан (4) - Киргизстан (3) - Мадагаскар (1) - Мексика (1) - Молдова (2) - Монголія (7) - Філіппіни (2) - Польща (6) | - Пуерто-Рико (1) - Румунія (3) - Росія (7) - Сенегал (1) - Словаччина (1) - Південна Корея (2) - Швейцарія (1) - Туреччина (5) - Україна (7) - США (7) - Узбекистан (4) - Венесуела (4) - В'єтнам (3) |